# لیدی گاگا: ملکه پاپ
لیدی گاگا: ملکه پاپ (انگلیسی: Lady Gaga: Queen of Pop) یک زندگی‌نامه از خواننده آمریکایی لیدی گاگا. این کتاب توسط امیلی هربرت نوشته شد و در بریتانیا منتشر شد. این کتاب با عنوان لیدی گاگا: پشت شهرت در ایالات متحده آمریکا منتشر شد.